# 恰斯图什卡
恰斯图什卡是一种诙谐幽默的俄罗斯民歌的形式，它们通常靠口头传诵。在那些存在着严格审查机构的地区，这种形式有着很大的发展。在苏联时期，其大部分内容含有强烈的政治和性的成分，并且使用了相当数量不规范的词汇。
恰斯图什卡一般是以使用抑扬格四行诗的形式出现的，其中第二行和第四行押韵，有时所有的行均押韵。恰斯图什卡的特点是用语词汇丰富和极富表现力，其用语常常脱离文学语言的规格。恰斯图什卡常常要用手风琴或俄式三弦琴伴奏。恰斯图什卡19世纪的最后三年里，就已经以乡村民间文学形式产生了，但其全面发展却是在苏联时期。
比如（括号中为译文）：
 （当列宁快要死的时候）
 
 （“面包没有）
 （肉也没有”。）
在战后恰斯图什卡的内容主要是描述城市生活的:
 （时间一小时一小时地过去）
 （全世界都在无聊）
 （以前鸡巴在床上挺着）
 （而现在却在公共汽车上。）
恰斯图什卡的内容可涉及到任何一种日常生活或社会政治的主题。后来又出现了以讽刺生活条件为主题的歌曲。在苏联时期有着无穷无尽的题材，使恰斯图什卡广为流传:
 （我们朝着共产主义迈进）
 （我们修建养鸡场）
 （农庄社员们看见了鸡蛋（比喻睾丸））
 （却只是在他们洗澡的时候）
 （到我们贝加尔- 阿穆尔（铁路）来）
 （带着您的皮箱子）
 （滚吧）
 （你的鸡巴也会被冻掉的。）
或者是隐射最近发生的新闻：
 （有一次勃列日涅夫和波德戈尔内）
 （两个人一起喝醉了。）
 （早上醒来时是两张烂醉的脸）
 （于是伏特加也涨价了）
与此同时，为了增强其流传性又出现了一些以意识形态为主题的恰斯图什卡专集：
 
 （富农，牧师 - 这是我们的敌人）
 （于是他们全都被清算为）
 （布尔什维克红色的旗帜）